# Cellesche Zeitung

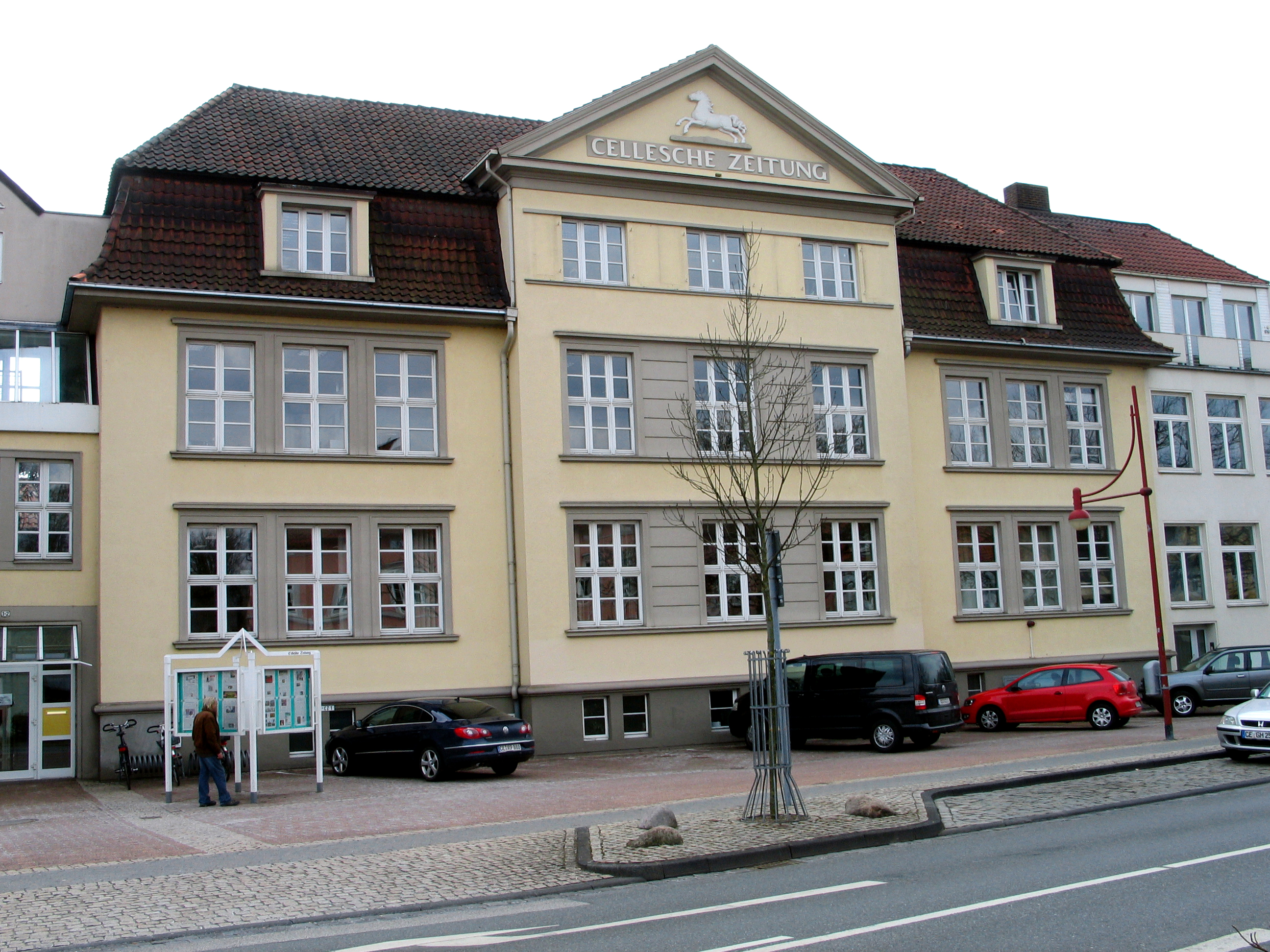
Eines der beiden Bürogebäude unter der Adresse Bahnhofstraße 1-3 in Celle

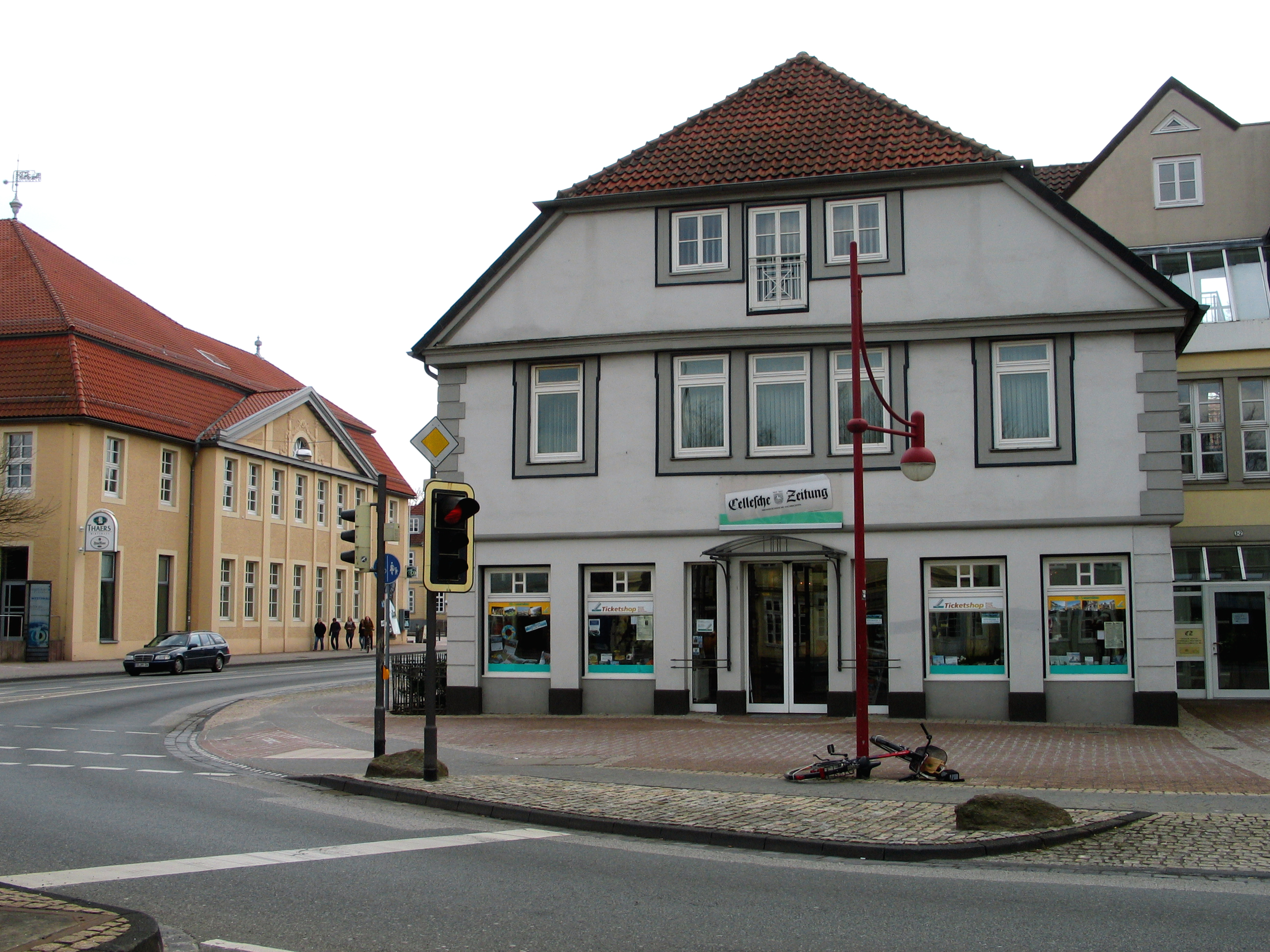
Gebäude an der Ecke Hannoversche Straße

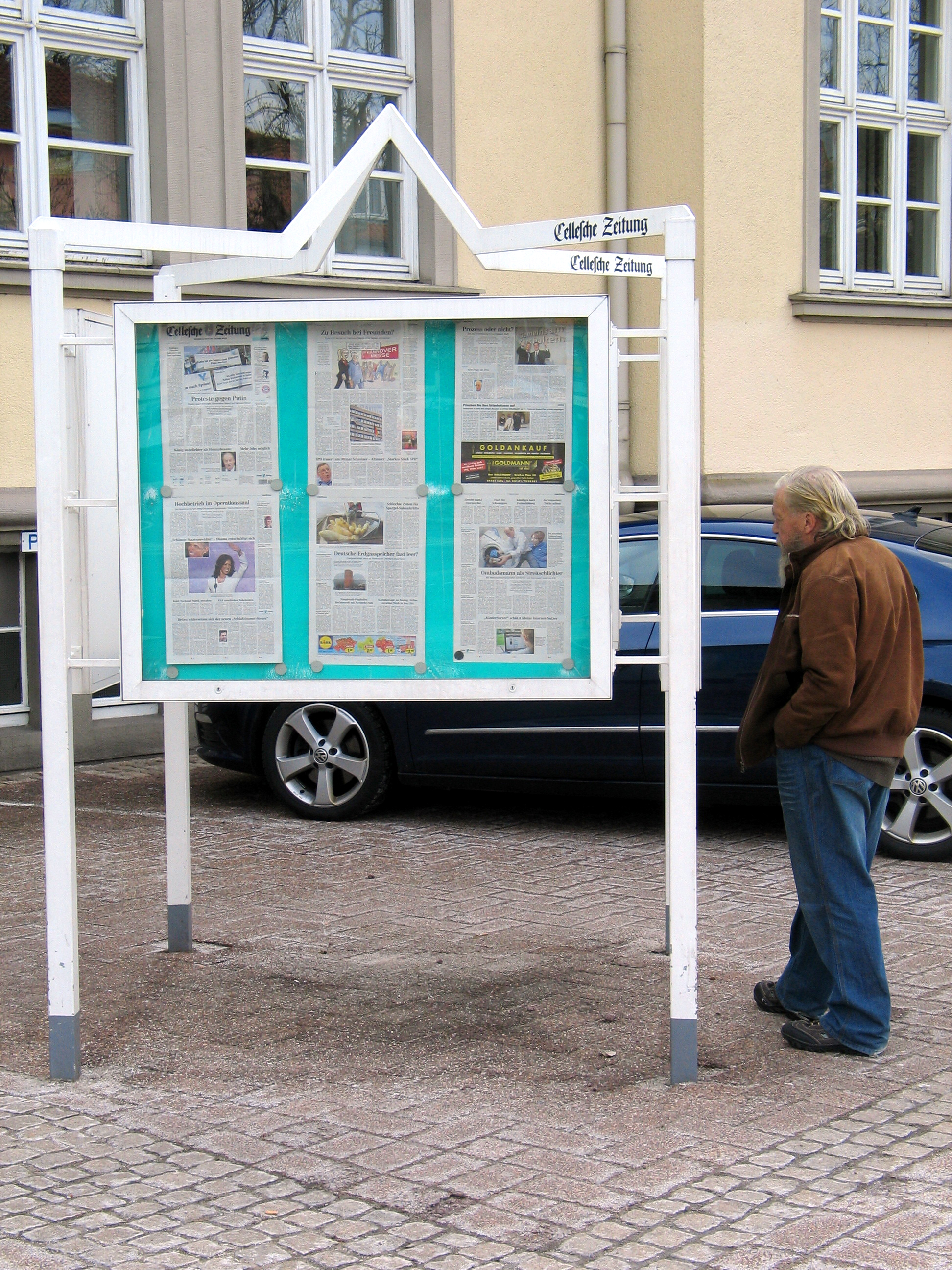
Aktuelle Ausgaben in einem Info-Ständer in der Bahnhofstraße

Die Cellesche Zeitung ist eine Lokalzeitung in der Stadt Celle und im Landkreis Celle im Schweiger & Pick Verlag. Bis auf die Randgebiete zur Region Hannover, wo auch die Hannoversche Allgemeine Zeitung zu beziehen ist, hat die Cellesche Zeitung ein Monopol in der Lokalberichterstattung. Die verkaufte Auflage beträgt 19.688 Exemplare, ein Minus von 40,8 Prozent seit 1998.

## Beschreibung
Bis heute halten die Nachfahren von Gründer Ignaz Schweiger, die Familie Pfingsten, Anteile am Verlag. Formal sind Zeitung und Verlag zwar selbständig, es bestehen jedoch Eigentumsverflechtungen mit dem Madsack-Verlag (Hannoversche Allgemeine Zeitung) aus dem nahen Hannover. Da ein Verkauf der Celleschen Zeitung an Madsack, die mit Abstand größte niedersächsische Zeitungsgruppe, aus kartellrechtlichen Gründen nicht möglich war, übernahmen die Hannoveraner an der Celleschen Zeitung lediglich einen Minderheitsanteil von 24,8 Prozent. Weitere 25,2 Prozent erwarb die Ehefrau des stellvertretenden Madsack-Geschäftsführers und Miteigentümers Karl Baedeker, Brigitte Baedeker, so dass Madsack an der Zeitung direkt und indirekt mit insgesamt 50 Prozent beteiligt ist.

## Geschichte
Die Cellesche Zeitung erschien erstmals am 2. April 1817 als Zellescher Anzeiger nebst Beiträgen. Das Blatt veröffentlichte anfangs lediglich Inserate sowie Beiblätter mit unterhaltenden und belehrenden Themen. Es war damit keine aktuelle politische Zeitung, sondern ein Intelligenzblatt.
Während die Druckerei Schweiger & Pick die Zeitung im ersten Jahr lediglich druckte, die Konzession zur Herausgabe der Zeitung jedoch bei dem Pastor Georg Wilhelm Friedrich Beneken lag, übernahm Schweiger & Pick im Folgejahr 1818 auch die Konzession für die Redaktion der Zeitung. In der Hand der Familie Schweiger bzw. ihrer Nachfahren, der Familie Pfingsten, befindet sich die Zeitung bis heute.
Ungeachtet der in den ersten Jahrzehnten des Bestehens noch fehlenden aktuellen Berichterstattung erfolgte in den 1860er-Jahren eine Ausweitung der Erscheinungsfrequenz: Ab 1861 erschien die Zeitung dreimal, ab 1866 viermal in der Woche.
Seit 1868 nahm die Bedeutung der aktuellen Berichterstattung zu, indem verstärkt Nachrichten aus der Stadt Celle und der Provinz Hannover gedruckt wurden. Die Zeitung wendete sich damit einer aktuellen Berichterstattung zu, womit sie sich zum heutigen Typ einer Tageszeitung fortentwickelte. 1869 erfolgte die Umbenennung in Cellesche Zeitung und Anzeigen (kürzer als Cellesche Zeitung ab 1943). Seit 1881 erscheint die Zeitung mit Ausnahme von Sonn- und Feiertagen täglich.
Wie andere deutsche Lokalzeitungen ist auch die Cellesche Zeitung traditionell eng mit den Honoratioren der Stadt verknüpft, was der Zeitung seit dem 19. Jahrhundert den Status eines amtlichen Verkündigungsblattes für Stadt und Landkreis Celle sicherte. Anders als die direkt konkurrierende sozialdemokratische Celler Volkszeitung – Tagesblatt für die Sache der werktätigen Bevölkerung der Stadt Celle, der Landkreise Celle, Uelzen, Gifhorn, Soltau, Isenhagen musste die Zeitung, die den Nationalsozialismus stark unterstützte, deshalb nach der Machtergreifung 1933 nicht schließen, sondern bekam neben dem seit 1932 erschienenen nationalsozialistischen Celler Beobachter weitgehende Entwicklungsmöglichkeiten zugestanden.
1933 wurde der Grundstein für ein neues Verlagsgebäude gelegt, 1940 eine weitere (gebrauchte) Rotationspresse gekauft und 1942 die Niedersächsische Volkszeitung aus Uelzen übernommen.
Als 1943 die nationalsozialistischen Verlage angesichts der kriegsbedingten Mangelwirtschaft in weiten Teilen des Deutschen Reiches ihre bürgerlichen Konkurrenten aufkauften, wurde die Cellesche Zeitung mit dem nationalsozialistischen Celler Beobachter zusammengelegt. Mit dem Untertitel Celler Beobachter erschien die Cellesche Zeitung bis zum Einmarsch britischer Truppen am 11. April 1945 weiter. Anschließend wurde sie vom 15. April bis zum 22. Juni 1945 unter britischer Besatzung weiter als dünne Notzeitung herausgegeben.
Die nationalsozialistische Belastung von Zeitung und Verlag führte dazu, dass ihr Verleger Ernst Pfingsten ab September 1945 für neun Monate von der britischen Militärregierung interniert wurde. Das Verlagsvermögen wurde unter die Kontrolle der Militärregierung gestellt und für das Unternehmen ein Treuhänder bestellt (siehe auch Presse bzw. Pressepolitik in der Besatzungszeit).
Die Cellesche Zeitung durfte anschließend bis zum Ende der Lizenzpflicht bzw. der Gewährung der Pressefreiheit im Jahr 1949 nicht mehr erscheinen.
Im Jahr 2024 verkaufte die Verlagsgesellschaft Madsack die Dresdner Neuesten Nachrichten aus kartellrechtlichen Gründen an die neu gegründete Dresdener Medien GmbH der niedersächsischen Verleger Ernst Andreas Pfingsten und Werner Heyer. Die DNN bleiben nach eigenen Angaben Partner im Redaktionsnetzwerk Deutschland, das ebenfalls zum Madsack-Konzern gehört.

## Auflage
Die Cellesche Zeitung hat wie die meisten deutschen Tageszeitungen in den vergangenen Jahren an Auflage eingebüßt. Die verkaufte Auflage ist in den vergangenen 10 Jahren um durchschnittlich 3,3 % pro Jahr gesunken. Im vergangenen Jahr hat sie um 4,8 % abgenommen. Sie beträgt gegenwärtig 19.688 Exemplare. Der Anteil der Abonnements an der verkauften Auflage liegt bei 87,3 Prozent.
| 1998  | 1999  | 2000  | 2001  | 2002  | 2003  | 2004  | 2005  | 2006  | 2007  | 2008  | 2009  | 2010  | 2011  | 2012  | 2013  | 2014  | 2015  | 2016  | 2017  | 2018  | 2019  | 2020  | 2021  | 2022  | 2023  | 2024  |
| ----- | ----- | ----- | ----- | ----- | ----- | ----- | ----- | ----- | ----- | ----- | ----- | ----- | ----- | ----- | ----- | ----- | ----- | ----- | ----- | ----- | ----- | ----- | ----- | ----- | ----- | ----- |
| 33263 | 33323 | 32963 | 32508 | 32491 | 32372 | 32328 | 31942 | 31656 | 31315 | 31093 | 30768 | 30300 | 29657 | 28795 | 28234 | 27437 | 26342 | 26118 | 25618 | 24324 | 23633 | 23651 | 23190 | 21771 | 20686 | 19688 |